# Dr. Romantic
Dr. Romantic (kor. 낭만닥터 김사부; Nangmandakteo gimsabu) – południowokoreański serial telewizyjny. Główne role odgrywają Han Suk-kyu, Yoo Yeon-seok, Seo Hyun-jin, Ahn Hyo-seop, Lee Sung-kyung oraz Kim Joo-hun. Serial jest emitowany od 2016 roku przez stację SBS.
Fabuła serialu skupia się na osobie sławnego chirurga, który rozpoczyna pracę w małym szpitalu. Na miejscu staje się mentorem dla dwójki młodych lekarzy.
Pierwszy sezon składał się z 20 odcinków i był emitowany w SBS TV od 7 listopada 2016 r. do 16 stycznia 2017 r., w każdy poniedziałek i wtorek o 22:00 (KST). Drugi sezon składał się z 16 odcinków i był emitowany w SBS TV od 6 stycznia do 25 lutego 2020 r., w każdy poniedziałek i wtorek o 21:40 (KST). Trzeci sezon składał się z 16 odcinków i był emitowany w SBS TV od 28 kwietnia do 17 czerwca 2023 r., w każdy piątek i sobotę o 22:00 (KST).
Pierwszy sezon spotkał się z pozytywnym odbiorem, w momencie emisji był jednym z najpopularniejszych seriali w Korei. W 2016 roku, według Nielsen Korea, osiągnął wyniki oglądalności na poziomie 20,3% w Seulu i 18,9% w całym kraju. Serial zebrał również pozytywne opinie widzów - za fabułę, grę aktorską i główną rolę Han Suk-kyu.

## Obsada
- Han Suk-kyu jako Kim Sa-bu / Boo Yong-joo
- Yoo Yeon-seok jako Kang Dong-joo
- Seo Hyun-jin jako Yoon Seo-jung
- Ahn Hyo-seop jako Seo Woo-jin
- Lee Sung-kyung jako Cha Eun-jae
- Kim Joo-hun jako Park Min-gook

## Nagrody
W 2017 roku w konkursie ABU (Asia-Pacific Broadcasting Union) otrzymał główną nagrodę w kategorii dramatów telewizyjnych. Serial i jego aktorzy byli wielokrotnie nagradzani, m.in. podczas Baeksang Arts Awards w 2017 roku, Baeksang Arts Awards w 2020 roku i SBS Drama Awards w 2020 roku.